# Chuck Clayton
Chuck Clayton é um personagem fictício adolescente publicado pela Archie Comics.[carece de fontes?] Chuck mora na cidade fictícia de Riverdale e é amigo de Archie Andrews, Betty Cooper, Jughead Jones e outros alunos da Riverdale High School. Chuck apareceu pela primeira vez em Life With Archie #110 em 1971.

## História
Chuck é afro-americano e filho de Floyd Clayton, que trabalha na Riverdale High School como treinador da escola, e Alice Clayton, uma dona de casa.
Nas histórias anteriores, incluindo suas aparições recorrentes em Archie em Riverdale High, Chuck geralmente era mostrado como um dos melhores atletas de Riverdale High. Chuck também foi descrito como um amigo próximo de Archie, muitas vezes passando algum tempo juntos ou participando de várias aventuras.
No início dos anos 1990, o interesse de Chuck em cartum foi adicionado para completar seu personagem, e também serve para promover os quadrinhos em que ele aparece. Nas histórias modernas, Chuck é retratado principalmente como um cartunista, cuja maior ambição é um dia se tornar um gibi profissional. ilustrador de livro e banda desenhada. Apesar das longas horas que ele passa praticando seu ofício, ele ainda encontra tempo para participar de todos os esportes da escola de Riverdale, estudar sua própria herança afro-americana e passar um tempo com sua namorada, Nancy Woods.

## Relacionamentos
A namorada de Chuck é Nancy Woods, um dos poucos casais da série. Enquanto Nancy compartilha alguns dos interesses de Chuck em arte, ela muitas vezes o repreende por algumas vezes se concentrar mais em sua arte do que em seu relacionamento.

## Em outras mídias
Chuck apareceu em 1974 na série animada de Archie, The U.S. of Archie, e em 1977, em The New Archie and Sabrina Hour. 
Chuck também foi mostrado em uma paródia de Archie em um episódio de Robot Chicken, onde ele foi ironicamente chamado de personagem afro-americano "simbólico".
Chuck aparece na série de televisão Riverdale e é interpretado por Jordan Calloway. Ele assume um papel mais antagônico como um mulherengo do que a personalidade atenciosa e doce de seus retratos anteriores. No final da segunda temporada, ele expressou o desejo de reformar e demonstrar seu lado artístico juntando-se à peça da escola, onde seu comportamento profissional, trabalhador e acima de tudo respeitoso ganhou o perdão dos outros alunos, e aproximou-o de seu retrato tradicional. Como sua contraparte nos quadrinhos, a ambição de Chuck é se tornar um artista e ilustrar livros infantis.